# Tokumitsu Kanada

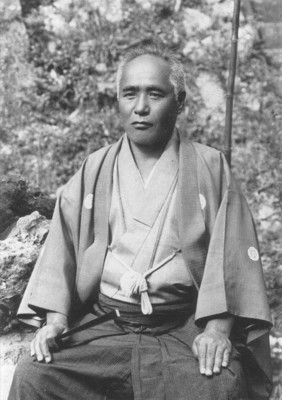
Kakurioyá-samá, Precursor dos ensinamentos da Perfect Liberty Kyodan

Tokumitsu Kanada (Yao, Osaka, 1863-1919) foi um líder religioso.
É cultuado sob a designação de Kakurioyá-samá na Instituição Religiosa Perfect Liberty, sendo o precursor dos ensinamentos dessa religião.

## Biografia
A origem da Perfect Liberty (PL) foi a Seita Hito-no-miti, "Caminho do homem", fundada por Tokuharu Miki, mas antes dela, houve a fase precursora da origem dos ensinamentos da PL.
Desde pequeno, Tokumitsu Kanada teve muita admiração pelo sacerdote budista Ko-Bo-Daishi, o qual afirmava que com esforço o homem poderia conseguir qualquer coisa. Diante disso, Kakuri-Oyá decidiu que desejava alcançar a verdade sobre esse universo e passou a praticar um auto-aprimoramento constante e intenso, passando por várias e difíceis provas, até que alcançou grande sabedoria, poderes perceptivos e de cura. fundou a religião Mitake-Kyo Tokumitsu Daikyokay (segundo a lei do Japão, esta organização seria uma ramificação do Xintoísmo).
Em 1912, encontrou-se com Tokuharu Miki, que veio a ser seu discípulo, após ser curado do mal de asma crônica.
Ele previu que, no futuro, além dos 18 preceitos que havia concebido por Deus, mais 03 novos preceitos seriam revelados a uma pessoa de grande makoto (sinceridade, dedicação), perfazendo assim um total de 21 preceitos, criando uma verdadeira religião, que teria continuidade indefinida, pois a sua atual seita desagregar-se-ia após sua morte.
No local de sua morte, Tokuharu Miki plantou uma árvore tida como sagrada no Japão e orou durante 05 anos, todos os dias sem falta, zelando-a como Himorogui, Morada de Deus, e ao final desse período, foi iluminado com os 03 preceitos restantes. Estes 21 Preceitos, foram os precursores dos atuais 21 Preceitos da PL.
Em 4 de Janeiro de 1919, Tokumitsu Kanada viria a falecer.